# 高马什
高马什，是匈牙利绍莫吉州所辖的一个村。总面积42.92平方公里，总人口744，人口密度17.3人/平方公里（2011年1月1日）。